# Женска фудбалска репрезентација Гватемале
Женска фудбалска репрезентација Гватемале (шп. Selección femenina de fútbol de Guatemala, је женски фудбалски тим који представља Гватемалу на међународним такмичењима и такмичи се у Конфедерацији фудбалског савеза Северне, Централне Америке и Кариба (Конкакаф). Женска репрезентација Гватемале је једна од најбољих женских фудбалских репрезентација у региону Централне Америке, заједно са Костариком, пошто су освојиле УНКАФ првенство 1999. године.

## Историја
Након стварања прве националне женске лиге 1997. године, формирана је женска репрезентација Гватемале која је 1998. почела да игра званичне међународне утакмице, од којих је прва била победа од 11 : 0 против Хондураса 19. јула 1998. После још две победе против Салвадора и Хаитија, Гватемала се пласирала на завршни квалификациони турнир за Светско првенство за жене 1999. где је завршила као четврта.
У јуну 1999. у Гватемала Ситију је прослављено прво женско првенство УНКАФ-а, где је након победа против Хондураса и Никарагве и ремија против Костарике, тим домаћина освојио титулу победивши потоњу са 2 : 0 у финалу, пред 12.000 гледалаца. на стадиону Матео Флорес. Капитен репрезентације Гватемале Магнолија Перез био је најбољи стрелац и најбољи играчица турнира. Гватемала је позвана на Женски златни куп 2000. године, где је изгубила сва три меча првог кола против Кине, Мексика и Канаде.
На Централноамеричким играма 2001. године на домаћем терену, Гватемала је освојила своју групу у првом кругу, али је потом елиминисана на пенале у полуфиналу против Хондураса, након чега је Гватемала победила Салвадор за бронзану медаљу.
Гватемала је укључила у квалификације за Олимпијске игре 2004. године, где је изборила пласман на завршни квалификациони турнир пошто је победила Белиз и ремизирала против Панаме у првом колу у новембру 2003. године, али је њено учешће на такмичењу доведено у питање пошто је ФИФА забранила Гватемали да учествује у свим међународним такмичењима у јануару 2004. до фебруара 2004. Гватемалу је заменила Панама, Између 2004. и 2010. учешће женског тима Гватемале на међународним такмичењима било је веома оскудно, са само две такмичарске утакмице, обе 2006. током квалификација за Златни куп 2006.
Гватемала је освојила бронзану медаљу на Играма Централне Америке и Кариба 2010. у Мајагуезу, Порторико, са 2 победе, 1 ремијем и 2 пораза. Касније те године, Гватемала је учествовала на  златном купу за жене, изгубивши сва три меча првог кола, против Костарике, Сједињених Држава и Хаитија.
Гватемала је била домаћин предолимпијског турнира у Централној Америци 2012, где су прошли у завршну фазу, заузевши друго место иза Костарике након што су победили Салвадор са 2 : 1. На завршном квалификационом турниру у Ванкуверу, Гватемала је изгубила од Мексика и Сједињених Држава и победила Доминиканску Републику, завршивши на трећем месту у својој групи и тако елиминисана са Олимпијског турнира 2012.

## Достигнућа

### Светско првенство за жене
| Светско првенство у фудбалу за жене резултати | Светско првенство у фудбалу за жене резултати | Светско првенство у фудбалу за жене резултати | Светско првенство у фудбалу за жене резултати | Светско првенство у фудбалу за жене резултати | Светско првенство у фудбалу за жене резултати | Светско првенство у фудбалу за жене резултати | Светско првенство у фудбалу за жене резултати |
| Година                                        | Резултат                                      | Ута                                           | Поб                                           | Нер*                                          | Изг                                           | ГД                                            | ГП                                            |
| --------------------------------------------- | --------------------------------------------- | --------------------------------------------- | --------------------------------------------- | --------------------------------------------- | --------------------------------------------- | --------------------------------------------- | --------------------------------------------- |
| 1991.                                         | Није учествовала                              | Није учествовала                              | Није учествовала                              | Није учествовала                              | Није учествовала                              | Није учествовала                              | Није учествовала                              |
| 1995.                                         | Није учествовала                              | Није учествовала                              | Није учествовала                              | Није учествовала                              | Није учествовала                              | Није учествовала                              | Није учествовала                              |
| 1999.                                         | Није се квалификовала                         | Није се квалификовала                         | Није се квалификовала                         | Није се квалификовала                         | Није се квалификовала                         | Није се квалификовала                         | Није се квалификовала                         |
| 2003.                                         | Није се квалификовала                         | Није се квалификовала                         | Није се квалификовала                         | Није се квалификовала                         | Није се квалификовала                         | Није се квалификовала                         | Није се квалификовала                         |
| 2007.                                         | Није се квалификовала                         | Није се квалификовала                         | Није се квалификовала                         | Није се квалификовала                         | Није се квалификовала                         | Није се квалификовала                         | Није се квалификовала                         |
| 2011.                                         | Није се квалификовала                         | Није се квалификовала                         | Није се квалификовала                         | Није се квалификовала                         | Није се квалификовала                         | Није се квалификовала                         | Није се квалификовала                         |
| 2015.                                         | Није се квалификовала                         | Није се квалификовала                         | Није се квалификовала                         | Није се квалификовала                         | Није се квалификовала                         | Није се квалификовала                         | Није се квалификовала                         |
| 2019.                                         | Суспендована од стране ФИФА                   | Суспендована од стране ФИФА                   | Суспендована од стране ФИФА                   | Суспендована од стране ФИФА                   | Суспендована од стране ФИФА                   | Суспендована од стране ФИФА                   | Суспендована од стране ФИФА                   |
| 2023.                                         | Није играно                                   | Није играно                                   | Није играно                                   | Није играно                                   | Није играно                                   | Није играно                                   | Није играно                                   |
| Укупно                                        | -                                             | -                                             | -                                             | -                                             | -                                             | -                                             | -                                             |

*Означава нерешене утакмице укључујући нокаут мечеве одлучене извођењем једанаестераца.

### Олимпијске игре
| Олимпијске игре резултати | Олимпијске игре резултати | Олимпијске игре резултати | Олимпијске игре резултати | Олимпијске игре резултати | Олимпијске игре резултати | Олимпијске игре резултати | Олимпијске игре резултати | Олимпијске игре резултати |                  | Квалификације резултати | Квалификације резултати | Квалификације резултати | Квалификације резултати | Квалификације резултати | Квалификације резултати |             |
| Година                    | Коло                      | Поз                       | Ута                       | Поб                       | Нер*                      | Изг                       | ГД                        | ГП                        | Ута              | Поб                     | Нер*                    | Изг                     | ГД                      | ГП                      |                         |             |
| ------------------------- | ------------------------- | ------------------------- | ------------------------- | ------------------------- | ------------------------- | ------------------------- | ------------------------- | ------------------------- | ---------------- | ----------------------- | ----------------------- | ----------------------- | ----------------------- | ----------------------- | ----------------------- | ----------- |
| 1996.                     | Није учествовала          | Није учествовала          | Није учествовала          | Није учествовала          | Није учествовала          | Није учествовала          | Није учествовала          | Није учествовала          | ФИФА СП 1995.    | ФИФА СП 1995.           | ФИФА СП 1995.           | ФИФА СП 1995.           | ФИФА СП 1995.           | ФИФА СП 1995.           |                         |             |
| 2000.                     | Није се квалификовала     | Није се квалификовала     | Није се квалификовала     | Није се квалификовала     | Није се квалификовала     | Није се квалификовала     | Није се квалификовала     | Није се квалификовала     | ФИФА СП 1999.    | ФИФА СП 1999.           | ФИФА СП 1999.           | ФИФА СП 1999.           | ФИФА СП 1999.           | ФИФА СП 1999.           |                         |             |
| 2004.                     | Није се квалификовала     | Није се квалификовала     | Није се квалификовала     | Није се квалификовала     | Није се квалификовала     | Није се квалификовала     | Није се квалификовала     | Није се квалификовала     | 2                | 1                       | 1                       | 0                       | 16                      | 3                       |                         |             |
| 2008.                     | Није учествовала          | Није учествовала          | Није учествовала          | Није учествовала          | Није учествовала          | Није учествовала          | Није учествовала          | Није учествовала          | Није учествовала | Није учествовала        | Није учествовала        | Није учествовала        | Није учествовала        | Није учествовала        |                         |             |
| 2012.                     | Није се квалификовала     | Није се квалификовала     | Није се квалификовала     | Није се квалификовала     | Није се квалификовала     | Није се квалификовала     | Није се квалификовала     | Није се квалификовала     | 7                | 4                       | 0                       | 3                       | 17                      | 25                      |                         |             |
| 2016.                     | Није се квалификовала     | Није се квалификовала     | Није се квалификовала     | Није се квалификовала     | Није се квалификовала     | Није се квалификовала     | Није се квалификовала     | Није се квалификовала     | 6                | 2                       | 0                       | 4                       | 7                       | 17                      |                         |             |
| 2020.                     | Није се квалификовала     | Није се квалификовала     | Није се квалификовала     | Није се квалификовала     | Није се квалификовала     | Није се квалификовала     | Није се квалификовала     | Није се квалификовала     | 2                | 1                       | 0                       | 1                       | 5                       | 3                       |                         |             |
| 2024.                     | Није играно               | Није играно               | Није играно               | Није играно               | Није играно               | Није играно               | Није играно               | Није играно               | Није играно      | Није играно             | Није играно             | Није играно             | Није играно             | Није играно             | Није играно             | Није играно |
| Укупно                    | -                         | -                         | -                         | -                         | -                         | -                         | -                         | -                         | 17               | 8                       | 1                       | 8                       | 45                      | 48                      |                         |             |

*Означава нерешене утакмице укључујући нокаут мечеве одлучене извођењем једанаестераца.
1. ↑  После две одигране утакмице, Фудбалски савез Гватемале је суспендована од стране Конкакафа и ФИФА у јануару 2004.[8]

### Конкакафов шампионат за жене
| Конкакафов шампионат за жене резултати | Конкакафов шампионат за жене резултати | Конкакафов шампионат за жене резултати | Конкакафов шампионат за жене резултати | Конкакафов шампионат за жене резултати | Конкакафов шампионат за жене резултати | Конкакафов шампионат за жене резултати | Конкакафов шампионат за жене резултати |                  | Квалификациони резултати | Квалификациони резултати | Квалификациони резултати | Квалификациони резултати | Квалификациони резултати | Квалификациони резултати |
| Година                                 | Резултат                               | Ута                                    | Поб                                    | Нер*                                   | Изг                                    | ГД                                     | ГП                                     | Ута              | Поб                      | Нер*                     | Изг                      | ГД                       | ГП                       |                          |
| -------------------------------------- | -------------------------------------- | -------------------------------------- | -------------------------------------- | -------------------------------------- | -------------------------------------- | -------------------------------------- | -------------------------------------- | ---------------- | ------------------------ | ------------------------ | ------------------------ | ------------------------ | ------------------------ | ------------------------ |
| 1991.                                  | Није учествовала                       | Није учествовала                       | Није учествовала                       | Није учествовала                       | Није учествовала                       | Није учествовала                       | Није учествовала                       | Није учествовала | Није учествовала         | Није учествовала         | Није учествовала         | Није учествовала         | Није учествовала         |                          |
| 1993.                                  | Није учествовала                       | Није учествовала                       | Није учествовала                       | Није учествовала                       | Није учествовала                       | Није учествовала                       | Није учествовала                       | Није учествовала | Није учествовала         | Није учествовала         | Није учествовала         | Није учествовала         | Није учествовала         |                          |
| 1994.                                  | Није учествовала                       | Није учествовала                       | Није учествовала                       | Није учествовала                       | Није учествовала                       | Није учествовала                       | Није учествовала                       | Није учествовала | Није учествовала         | Није учествовала         | Није учествовала         | Није учествовала         | Није учествовала         |                          |
| 1998.                                  | Четврто место                          | 5                                      | 2                                      | 0                                      | 3                                      | 10                                     | 16                                     | 2                | 2                        | 0                        | 0                        | 15                       | 1                        |                          |
| 2000.                                  | Групна фаза                            | 3                                      | 0                                      | 0                                      | 3                                      | 0                                      | 33                                     | 3                | 2                        | 1                        | 0                        | 16                       | 4                        |                          |
| 2002.                                  | Није се квалификовала                  | Није се квалификовала                  | Није се квалификовала                  | Није се квалификовала                  | Није се квалификовала                  | Није се квалификовала                  | Није се квалификовала                  | 4                | 2                        | 0                        | 2                        | 8                        | 8                        |                          |
| 2006                                   | Није се квалификовала                  | Није се квалификовала                  | Није се квалификовала                  | Није се квалификовала                  | Није се квалификовала                  | Није се квалификовала                  | Није се квалификовала                  | 2                | 1                        | 0                        | 1                        | 2                        | 4                        |                          |
| 2010                                   | Групна фаза                            | 3                                      | 0                                      | 0                                      | 3                                      | 0                                      | 11                                     | 2                | 2                        | 0                        | 0                        | 7                        | 2                        |                          |
| 2014.                                  | Групна фаза                            | 3                                      | 0                                      | 0                                      | 3                                      | 1                                      | 8                                      | 4                | 3                        | 0                        | 1                        | 9                        | 5                        |                          |
| 2018.                                  | Суспендована од ФИФА                   | Суспендована од ФИФА                   | Суспендована од ФИФА                   | Суспендована од ФИФА                   | Суспендована од ФИФА                   | Суспендована од ФИФА                   | Суспендована од ФИФА                   | Суспендована     | Суспендована             | Суспендована             | Суспендована             | Суспендована             | Суспендована             |                          |
| Укупно                                 | Четврто место                          | 14                                     | 2                                      | 0                                      | 12                                     | 11                                     | 68                                     | 17               | 12                       | 1                        | 4                        | 57                       | 24                       |                          |

*Означава нерешене утакмице укључујући нокаут мечеве одлучене извођењем једанаестераца.

### Панамеричке игре
| Панамеричке игре резултати | Панамеричке игре резултати  | Панамеричке игре резултати  | Панамеричке игре резултати  | Панамеричке игре резултати  | Панамеричке игре резултати  | Панамеричке игре резултати  | Панамеричке игре резултати  |
| Година                     | Рез                         | Ута                         | Поб                         | Нер*                        | Изг                         | ГД                          | ГП                          |
| -------------------------- | --------------------------- | --------------------------- | --------------------------- | --------------------------- | --------------------------- | --------------------------- | --------------------------- |
| 1999.                      | Није учествовала            | Није учествовала            | Није учествовала            | Није учествовала            | Није учествовала            | Није учествовала            | Није учествовала            |
| 2003.                      | Није учествовала            | Није учествовала            | Није учествовала            | Није учествовала            | Није учествовала            | Није учествовала            | Није учествовала            |
| 2007.                      | Није учествовала            | Није учествовала            | Није учествовала            | Није учествовала            | Није учествовала            | Није учествовала            | Није учествовала            |
| 2011.                      | Није се квалификовала       | Није се квалификовала       | Није се квалификовала       | Није се квалификовала       | Није се квалификовала       | Није се квалификовала       | Није се квалификовала       |
| 2015.                      | Није се квалификовала       | Није се квалификовала       | Није се квалификовала       | Није се квалификовала       | Није се квалификовала       | Није се квалификовала       | Није се квалификовала       |
| 2019.                      | Суспендована од стране ФИФА | Суспендована од стране ФИФА | Суспендована од стране ФИФА | Суспендована од стране ФИФА | Суспендована од стране ФИФА | Суспендована од стране ФИФА | Суспендована од стране ФИФА |
| Укупно                     | -                           | -                           | -                           | -                           | -                           | -                           | -                           |

*Означава нерешене утакмице укључујући нокаут мечеве одлучене извођењем једанаестераца.